# فحص سريري مقنن الأهداف
الهدف المنظم للفحص السريري
هو نوع حديث  من الفحوصات غالبا ما يستخدم في العلوم الصحية (مثل القبالة ، والعلاج المهني، تقويم الحول ، البصريات ،الطب ، و مساعدي الأطباء / الزملاء، والعلاج الطبيعي ، و التصوير الشعاعي ، والتدريب الرياضي ، وإعادة التأهيل الطب والتمريض ،  الصيدلة، و طب الأسنان ، والعلاج بتقويم العمود الفقري، الإسعاف، علاج الأرجل، الطب البيطري والتدريب الرياضي). وهي مصممة لاختبار أداء المهارات السريرية والكفاءة في مهارات مثل الاتصالات والفحص السريري والإجراءات الطبية / وصفة طبية، وصفة طبية، وتقنيات التعبئة المشتركة / التلاعب، وتحديد المواقع الشعاعية، وتقييم الصور الشعاعية وتفسير النتائج. بل هو نهج عملي، في العالم الحقيقي للتعلم الذي يحافظ على الدارسين تشارك، ويسمح لهم لفهم العوامل الرئيسية التي تدفع عملية صنع القرار الطبي، ويواجه التحديات المهنية لتكون مبتكرة ويكشف عن الأخطاء في التعامل مع القضية و يوفر حيزا مفتوحا لتحسين عملية صنع القرار، استنادا إلى الممارسة القائمة على الأدلة للمسؤوليات في العالم الحقيقي.

## تصميم للفحص
عادة ما تكون دائرة قصيرة (المعتاد هو 5-10 دقائق على الرغم من أن بعض استخدام ما يصل إلى 15 دقيقة) المحطات، حيث يتم فحص كل مرشح على أساس واحد إلى واحد مع واحد أو اثنين من المحققين الفاحصين وإما حقيقية أو محاكاة (الجهات الفاعلة أو أجهزة محاكاة المريض الإلكترونية) المرضى. كل محطة لديها فاحص مختلف، بدلا من الطريقة التقليدية للفحوصات السريرية حيث سيتم تعيين مرشح لفاحص كامل الفحص. المرشحين تدوير من خلال محطات، واستكمال جميع المحطات على الدوائر الخاصة بهم. وبهذه الطريقة، يأخذ جميع المرشحين نفس المحطات. ويعتبر ذلك تحسنا على طرق الفحص التقليدية لأن المحطات يمكن أن تكون موحدة تمكن مقارنة الأقران أكثر عدلا ويمكن تقييم الإجراءات المعقدة دون تعريض صحة المرضى للخطر.
وكما يوحي اسمها، لتكون موضوعية - يتم تقييم جميع المرشحين باستخدام بالضبط نفس المحطات (على الرغم من إذا تم استخدام المرضى الحقيقيين، علاماتهم قد تختلف قليلا) مع نفس مخطط العلامات. وفي منظمة الأمن والتعاون في أوروبا، يحصل المرشحون على علامات لكل خطوة على مخطط العلامات التي يؤدونها بشكل صحيح، مما يجعل تقييم المهارات السريرية أكثر موضوعية، وليس محطات ذاتية التنظيم، في منظمة الأمن والتعاون في أوروبا مهمة محددة للغاية. حيث يتم استخدام المرضى المحاكاة، وتقدم النصائح التفصيلية للتأكد من أن المعلومات التي تعطي هي نفسها لجميع المرشحين، بما في ذلك العواطف التي يجب على المريض استخدامها خلال التشاور. يتم كتابة التعليمات بعناية لضمان إعطاء المرشح مهمة محددة جدا لإكمال. ومنظمة منظمة الأمن والتعاون في أوروبا منظمة بعناية لتشمل أجزاء من جميع عناصر المناهج الدراسية فضلا عن مجموعة واسعة من المهارات. الفحص السريري المنظم - مصممة لتطبيق المعرفة السريرية والنظرية. إذا كانت المعرفة النظرية مطلوبة، على سبيل المثال، الإجابة على أسئلة من الفاحص في نهاية المحطة، ثم يتم توحيد الأسئلة والمرشح هو فقط طرح الأسئلة التي هي على ورقة العلامة وإذا طلب من أي شخص آخر مرشح ثم هناك سوف يكون لا علامات لهم

## علامات الفحص السريري المنظم
يتم وضع علامة في الفحص السريري المنظم من قبل الفاحص. في بعض الأحيان يتم استخدام محطات مكتوبة، على سبيل المثال، كتابة مخطط وصفة طبية، وهذه هي علامة الامتحانات المكتوبة، مرة أخرى عادة باستخدام ورقة علامة موحدة. وتتمثل إحدى الطرق التي تتخذ بها الفحص السريري المنظم في الهدف من خلال وضع مخطط علامات مفصل ومجموعة معيارية من الأسئلة. على سبيل المثال، محطة حول المظاهرة لمريض محاكاة حول كيفية استخدام جهاز الاستنشاق بالجرعات المقننة ستمنح نقاطا لإجراءات محددة يتم تنفيذها بأمان وبدقة. يمكن للممتحن في كثير من الأحيان تختلف علامات اعتمادا على مدى أداء المرشح الخطوة. في نهاية ورقة العلامات، الفاحص غالبا ما يكون عدد قليل من العلامات التي يمكن استخدامها لوزن المحطة اعتمادا على الأداء وإذا تم استخدام المريض محاكاة، ثم غالبا ما يطلب منهم لإضافة علامات اعتمادا على نهج المرشحين. في النهاية، غالبا ما يطلب من الفاحص أن يعطي «درجة عالمية». ويستخدم هذا عادة كنتيجة ذاتية استنادا إلى الأداء العام للمرشحين، دون الأخذ بعين الاعتبار عدد العلامات التي سجلها المرشح. وعادة ما يطلب من الفاحص أن يصنف المرشح على أنه ممر / حد / فشل أو أحيانا ممتاز / جيد / تمرير / حد / فشل. ثم يستعمل ذلك لتحديد علامة التمرير الفردية للمحطة.
وتخصص العديد من المراكز لكل محطة علامة مرور فردية. ويحدد مجموع علامات النجاح لجميع المحطات علامة النجاح الشاملة لمنظمة الأمن والتعاون في أوروبا. وتفرض العديد من المراكز أيضا عددا أدنى من المحطات المطلوبة لتمريرها مما يضمن عدم تعويض الأداء الضعيف باستمرار عن الأداء الجيد في عدد صغير من المحطات.
بيد أن هناك انتقادات مفادها أن محطات منظمة الأمن والتعاون في أوروبا لا يمكن أبدا أن تكون موحدة حقا وموضوعية بنفس الطريقة التي يجري بها امتحان كتابي. وقد كان من المعروف للمرضى / الجهات الفاعلة المختلفة لتقديم المزيد من المساعدة، وتطبيق معايير وسم مختلفة. وأخيرا، فإنه ليس من غير المألوف في بعض المؤسسات لأعضاء هيئة التدريس يكون معروفا للطلاب (والعكس بالعكس) كما الفاحص. هذه الألفة لا تؤثر بالضرورة على سلامة عملية الفحص، على الرغم من أن هناك انحرافا عن وضع علامات مجهول. ومع ذلك، في الفحص السريري المنظم الذي يستخدم عدة دوائر من نفس المحطات ويظهر مرارا وتكرارا أن تكون متسقة للغاية مما يدعم صحة أن منظمة الأمن والتعاون في أوروبا هو الفحص السريري عادل. هناك حجج ضد ومعارضة الحجر الصحي للفحص السريري المنظم لمنع تبادل معلومات الامتحانات. وعلى الرغم من أن البيانات تميل إلى عدم إظهار أي تحسن في الدرجات الإجمالية في دورة منظمة الأمن والتعاون في أوروبا في وقت لاحق، فإن منهجية البحث معيبة وصحة المطالبة مشكوك فيها. واقترحت دراسة أن العلامات لا تعطي استدلال الصوت لتواطؤ الطلاب في الفحص السريري المنظم.

## التحضير
والتحضير للفحص السريري يختلف كثيرا عن التحضير لدراسة نظرية. في الفحص السريري المنظم، يتم اختبار المهارات السريرية بدلا من المعرفة النظرية النقية. من الضروري معرفة الأساليب السريرية الصحيحة، ومن ثم ممارسة مرارا وتكرارا حتى واحد يتقن الطرق في حين تطوير في وقت واحد فهم النظرية الكامنة وراء الأساليب المستخدمة. يتم منح علامات لكل خطوة في الطريقة؛ وبالتالي، فمن الضروري لتشريح الأسلوب في خطواته الفردية، وتعلم الخطوات، ومن ثم تعلم لتنفيذ الخطوات في تسلسل.
معظم الجامعات لديها مختبرات المهارات السريرية حيث الطلاب لديهم الفرصة لممارسة المهارات السريرية مثل أخذ الدم أو تعبئة المرضى في بيئة آمنة ومسيطر عليها. وغالبا ما يكون من المفيد جدا أن تمارس في مجموعات صغيرة مع الزملاء، ووضع منهاج نموذجي للفحص المنظم وتوقيت ذلك مع دور شخص واحد يلعب المريض، شخص واحد القيام بهذه المهمة، وإذا كان ذلك ممكنا، شخص واحد إما مراقبة والتعليق على تقنية أو حتى لعب دور الفاحص باستخدام ورقة علامة عينة. العديد من الكتب للفحص السريري لديها عينة من محطات الفحص السريري المنظم والعلامات ورقة التي يمكن أن تكون مفيدة عند الدراسة بالطريقة. في القيام بذلك المرشح هو قادرة على الحصول على الشعور من وقت لآخر والعمل تحت الضغط.
وفي العديد من الفحص السريري المنظم يتم تمديد المحطات باستخدام تفسير البيانات. على سبيل المثال، قد يكون المرشح لاتخاذ تاريخ موجز من ألم في الصدر ومن ثم تفسير نشاط عمل القلب . ومن الشائع أيضا أن يطلب من التشخيص عديد من الأمراض المتشابهة فيما بينها بالأعراض، لاقتراح ما التحقيقات الطبية المرشحة ترغب فيها القيام بها أو اقتراح خطة إدارة للمريض.

## روابط خارجية
- OSCE FAQ from the Medical Council of Canada
- OSCE information from the National Dental Examining Board of Canada